# Amargo mar
Amargo Mar es una película boliviana de 1984, protagonizada por David Mondaca y Enriqueta Ulloa. 

## Sinopsis
El largometraje trata sobre la Guerra del Pacífico y los hechos de los enfrentamientos entre Bolivia, Chile y Perú, de estilo documental, se desarrolla en el periodo de la historia de Bolivia cuando pierde su Litoral y sus puertos en el Océano Pacífico a finales del siglo XIX. El filme es fruto de cinco años de investigación en la que participaron reconocidos historiadores bolivianos como Fernando Cajías, Roberto Flores y Edgar Oblitas.

## Producción
La película se desarrolla a través de dos personajes ficticios, el Ing. Manuel Dávalos y su novia, una "rabona" tarijeña conocida como 'La Vidita', quienes interactúan con personajes históricos como Hilarión Daza. 
El largometraje presenta discrepancias con los antecedentes históricos, como la ocupación de Antofagasta, escenificada con un bombardeo a la población y el desembarco a sangre y fuego de la marinería, cuando en realidad se ocupó el puerto sin ningún hecho de armas o resistencia armada por estar habitado mayoritariamente por chilenos. También difiere con la realidad, por ejemplo, con el combate de Tambillo donde se hace aparecer a cientos de soldados chilenos contra un pequeño pelotón boliviano, mientras en los partes oficiales de ambos ejércitos se da cuenta de lo contrario.
La historia del largometraje se basa en varios libros, y de acuerdo a su director y guionista, "la película refleja un lado diferente de lo que fue la Guerra del Pacífico y contribuyó para que los historiadores e investigadores tengan otro punto de vista y se enseñe la historia con una lectura crítica y un pensamiento abierto , porque la historia está hecha por hombres, que tienen subjetividad e intereses".
Durante la filmación, participaron aproximadamente 40 actores y tres mil extras, siendo la producción cinematográfica más grande de Bolivia en su época.
La película se presentó nuevamente en Bolivia en marzo del año 2006 y se exhibió en Santiago de Chile en marzo de 2007.